# Erich Zweigert (Staatssekretär)

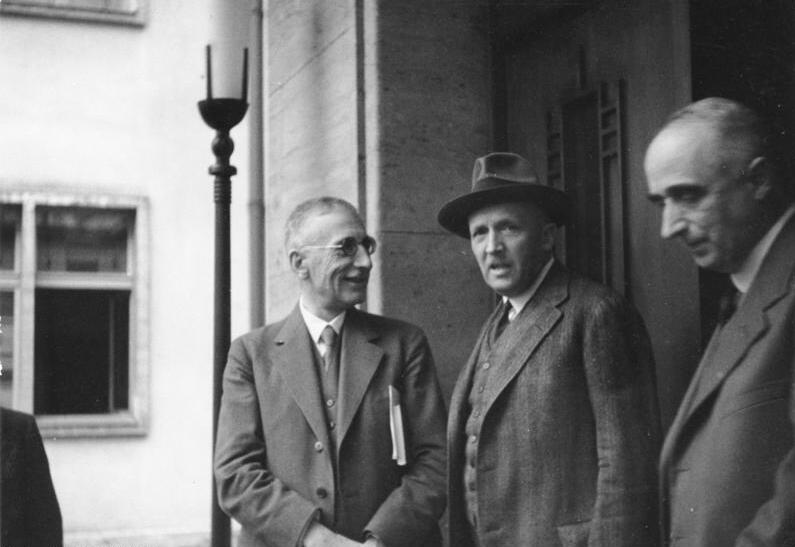
Innenminister Gayl, Reichswehrminister Schleicher und Staatssekretär Zweigert (rechts) 1932

Erich Zweigert (* 20. November 1879 in Perleberg; † 23. Oktober 1947) war ein deutscher Jurist und Ministerialbeamter. Er war von 1923 bis 1933 Staatssekretär und Vertreter des Ministers im Reichsministerium des Innern.

## Leben und Beruf
Zweigert wurde 1879 als Sohn des späteren Essener Bürgermeisters Erich Zweigert in Perleberg geboren. Sein Bruder Kurt Zweigert war späterer Richter des Bundesverfassungsgerichts. Erich besuchte bis 1898 die Thomasschule zu Leipzig. Danach studierte er Rechtswissenschaften und wurde zum Dr. jur. promoviert.
Nach bestandenem juristischen Staatsexamen und anschließender Referendarzeit wirkte Zweigert ab 1908 als Hilfsrichter am Oberlandesgericht Posen. 1913 wurde er Geheimer Regierungsrat und später Vortragender Rat im Reichsjustizamt. Dem Reichsjustizministerium arbeitete er 1919 als Generalreferent für Staatsrecht zu. 1920 wurde er Ministerialrat. 1923 erläuterte er zusammen mit Wilhelm Kiesow das Republikschutzgesetzes mit.
1923 berief ihn der sozialdemokratische Minister Wilhelm Sollmann als Nachfolger von Johann Michael Freiherr von Welser zum Staatssekretär im Reichsinnenministerium. Auf dieser Position verblieb Zweigert, zusätzlich mit der Stellvertretung des Ministers betraut, bis zur Machtübernahme der Nationalsozialisten im Januar 1933. Bereits 1930 hatte er sich im sogenannten Ulmer Reichswehrprozess gegen die NSDAP ausgesprochen. Von 1936 bis 1938 war er für den Carl Heymanns Verlag in Berlin tätig.
Sein Sohn Konrad Zweigert war später Richter des Bundesverfassungsgerichts.